# Бернсајд (Кентаки)
Бернсајд (енгл. Burnside) град је у америчкој савезној држави Кентаки.

## Демографија
По попису из 2010. године број становника је 611, што је 26 (-4,1%) становника мање него 2000. године.
| Група             | 2000.       | 2010.       |
| Белци             | 631 (99,1%) | 580 (94,9%) |
| Афроамериканци    | 0 (0,0%)    | 2 (0,3%)    |
| Азијати           | 0 (0,0%)    | 5 (0,8%)    |
| Хиспаноамериканци | 2 (0,3%)    | 12 (2,0%)   |
| Укупно            | 637         | 611         |